# Эгву, Келси
Келси Эгву (англ. Kelsey Egwu; 1 февраля 2004, Торонто, Канада) — канадский футболист, защитник.

## Карьера
Родился в семье выходцев из Нигерии После рождения родители вместе с Келси вернулись в родную страну. В десятилетнем возрасте Эгву вновь приехал в Канаду, где он начал серьезно занялся футболом. В 2022 году защитник входил в состав команды провинции Альберта на Летних Канадских играх.
30 апреля 2022 году провел единственную игру за основной состав «Эдмонтона» в Канадской Премьер-Лиге против «Пасифика» (2:1). Затем выступал за команды из системы клуба «Торонто».
В конце февраля 2024 году Эгву перебрался в Европу, где он заключил контракт с эстонской командой Премиум-Лиги «Нарва-Транс». Подписание договора прошло в годовщину Независимости Эстонии. На следующий день канадец дебютировал за нее в матче за Суперкубок страны против «Флоры» (2:2, 3:5 по пенальти). Зимой 2025 года отправился в аренду на родину в клуб «Валор».